# Viktor Tichonov
Viktor Vasiljevič Tichonov (rusky Виктор Васильевич Тихонов; 4. června 1930 v Moskvě, Sovětský svaz – 24. listopadu 2014 v Moskvě ) byl prominentní ruský hráč a trenér ledního hokeje. Po ukončení své hráčské kariéry se stal trenérem sovětské hokejové reprezentace v době, kdy byla nejsilnějším týmem na světě. Od roku 1998 je zapsán v hokejové Síni slávy IIHF.

## Život
Hrál jako obránce v týmu V.V.S. Moskva (Tým sovětských vzdušných sil) a v Dynamu Moskva. Vstřelil 35 gólů ve 296 zápasech v Sovětské hokejové lize od roku 1949 do roku 1963. V roce 1950 se stal nejlepším hokejistou SSSR. Jako hráč získal celkem čtyři tituly mistra ligy (třikrát s VVS (1951–1953) a jednou s Dynamem v roce 1954). Vyhrál pohár SSSR v roce 1952 jako hráč VVS.
Jeho trenérská kariéra začala v roce 1964, kdy se stal asistentem trenéra v Dynamu Moskva, poté převzal pozici hlavního trenéra v klubu Dinamo Riga. V roce 1973 byl jmenován Zasloužilým sportovním trenérem Lotyšska (ZTR SSSR). V roce 1977 se stal hlavním trenérem obou týmů: HC CSKA Moskva (Hlavní armádní sportovní klub nebo také Klub Rudé armády nejčastěji znám v USA a Kanadě) a sovětské hokejové reprezentace. V roce 1978 se stal Zasloužilým sportovním trenérem SSSR (ZTR SSSR). Byl trenérem sovětské a později ruské hokejové reprezentace do roku 1994, a také trenér CSKA do roku 1996. Jako trenér vyhrál:
- 13 x titul mistra sovětské hokejové ligy (1978–1989)
- Mistrovství světa v ledním hokeji zlato v letech 1978, 1979, 1981, 1982, 1983, 1986, 1989, 1990.
- ZOH zlato v letech 1984, 1988, 1992.
- 1979 Challenge Cup a v roce 1981 Kanadský pohár.

Byl znám pro svůj diktátorský trenérský styl. Vykonával téměř absolutní kontrolu nad životy svých hráčů. Jeho tým trénoval 10 až 11 měsíců v roce a během té doby byli hráči ubytováni v kasárnách. CSKA byla součástí Sovětské armády a v RA dosáhl až na hodnost plukovníka. Zatímco veřejně podporoval úsilí hráčů jít do NHL, mnoho hráčů ho obvinilo, že se svými kontakty uvnitř vlády SSSR podnikal vše pro to, aby hráči nemohli odjet.
Po odchodu do důchodu lobboval v Ruské vládě za lepší financování národního hokejového týmu. Na sklonku života pracoval jako prezident klubu HC CSKA Moskva.

## Rodina
Jeho syn Vasilij Tichonov byl také profesionálním hokejovým trenérem, který pracoval ve Finsku, ale vrátil se zpět za rodinou do Ruska. Zemřel v roce 2013 na následky tragického pádu ze stavebního lešení v úrovni 4. nadzemního podlaží jejich domu.
Jeho vnuk, také Viktor Tichonov, byl vybrán do týmu Ruska 2007 Super Series proti týmu Kanada. 20. června 2008 byl vybrán v prvním kole draftu jako 28. do týmu Phoenix Coyotes. Nyní hraje ruskou KHL za tým SKA Petrohrad.